# Ciudadela de Jaca
La ciudadela de Jaca, llamada hasta el siglo XIX castillo de San Pedro, es una fortaleza de traza italiana ubicada en la ciudad oscense de Jaca.
Declarada monumento histórico-artístico el 28 de junio de 1951, fue restaurada en 1968.
En uno de sus pabellones se encuentra el Museo de Miniaturas Militares. Sus salas acogen 23 dioramas, que reúnen más de 35 000 figuras de plomo de unos dos centímetros de altura. Se trata de fidedignas y artísticas recreaciones de escenas bélicas, que van desde el ejército del faraón del Antiguo Egipto hasta la actualidad. Se presta especial atención a la historia militar de España.
El 5 de junio de 2021 el Jefe de Estado Mayor del Ejército de Tierra (JEME), general de ejército Francisco Javier Varela Salas, inauguró la 'Sala de Batallas' que muestra la exposición permanente 'Hechos de armas, hechos de arte', un conjunto de obras de distintos autores y épocas que fueron donadas al Estado español por Pedro Ramón y Cajal.
La Ciudadela fue utilizada por el ejército español hasta el año 2008, fecha en la que pasó a ser gestionada por el ayuntamiento de la ciudad.

## Historia
Fue mandada edificar por Felipe II a finales de 1592 tras los graves desórdenes acaecidos con la huida de Antonio Pérez y como parte de la línea defensiva frente a Francia de la que también formaban parte el Fuerte de Santa Elena, en Biescas, y la Ciudadela de Pamplona. Se encomendó su construcción al ingeniero italiano Tiburzio Spannocchi.
Como se ha indicado, la ciudadela se levantó con el objeto de controlar los pasos fronterizos con el reino de Francia y de contener las incursiones armadas de los hugonotes. En cierta medida, estos objetivos los cumplió ya que fueron contados e irrelevantes los incidentes bélicos registrados desde el siglo XVI hasta el XVIII.
En la guerra de Sucesión, la ciudadela y, por consiguiente, Jaca, apoyaron al bando de los borbones. Por este motivo el rey Felipe V concedió a la ciudad los títulos de “Fidelísima” y “Vencedora”.
Durante la guerra de la Independencia Española la guarnición se rindió al general Suchet el 21 de marzo de 1809 y permaneció en poder de las tropas napoleónicas hasta el 18 de febrero de 1814, cuando fue recuperada por Francisco Espoz y Mina.
En las guerras carlistas la ciudadela permaneció bajo control del gobierno nacional.
Durante la Guerra Civil, la planta baja fue utilizada por el bando sublevado como campo de concentración de prisioneros republicanos, inicialmente operativo en el cuartel de la Victoria. Tenía capacidad para 120 internos, pero llegó a triplicar esa cantidad. El "campo estable" de Jaca funcionó entre noviembre de 1937 y el 21 de mayo de 1939, ya finalizada la contienda. Las condiciones de internamiento eran penosas; el gobernador militar de Huesca informó de que sus soldados podrían contagiarse o ver mermada su moral «si se tiene en cuenta la falta de higiene existente por la miseria que llevan los concentrados». En febrero de 1944 fue reabierto para recluir a exiliados españoles que regresaban de Francia, confiados en las promesas del dictador Franco de que no serían represaliados.

## Descripción
La fortaleza tiene planta estrellada de cinco puntas y se conserva prácticamente intacta desde su construcción. Observa las características de una fortaleza italiana, y mantiene todos sus elementos; foso, baluartes, escarpas y contraescarpas, cuarteles para el alojamiento de la tropa, polvorines y túneles. El acceso se realiza cruzando el foso a través de un puente de tres arcos más un puente levadizo para acceder a la puerta del recinto.

### Emplazamiento
Para la construcción de la fortaleza se eligió el arrabal de Nuestra Señora de Burnao –“Burgo Nuevo”- situado fuera de las murallas de Jaca. Se trataba de un barrio con una veintena de casas y dos conventos, el de San Francisco y el de los canónigos agustinos de Santa Cristina de Somport. Todas fueron expropiadas y demolidas para, de acuerdo con las prescripciones de la época, establecer fuera de la ciudadela, en la zona de los glacis, un espacio despejado, sin edificaciones ni árboles que facilitaran la aproximación y toma de posiciones de los asaltantes.

### Foso y glacis
Un amplio y profundo foso rodea la muralla con el fin de evitar el acceso de los atacantes. Tiene 1066 metros de perímetro. No fue concebido para estar anegado por agua. Tres poternas permitían la salida de soldados para repeler a los atacantes y una de ellas daba paso a la caballería. En la actualidad alberga una manada de ciervos. El espacio exterior colindante con el foso está defendido por glacis, las defensas avanzadas de la ciudadela.

### Baluartes
Refuerzan cada uno de los cinco vértices de la ciudadela. Tienen como finalidad proteger los muros laterales y emplear la artillería contra los atacantes mediante fuego cruzado realizado desde las casamatas. Se denominan Santa Bárbara, España, San Francisco, en recuerdo del convento derribado para la construcción de la ciudadela; Santa Orosia, patrona de Jaca; y San Pedro, el titular de la ciudadela. 

### Puerta
Data de 1613, fue proyectada por Jorge Sorbis en 1613, quien en la traza señaló que se había inspirado en la de la ciudadela de Pamplona. Es de estilo barroco, como se desprende del almohadillado de la piedra, y la preside el escudo de la monarquía española. La remata una galería de cuatro arcos, desde la que los soldados vigilaban el acceso, y culmina en una espadaña cuya campana anunciaba las actividades de la tropa. Un puente levadizo da paso a un túnel en el que se encontraba el puesto de guardia. 

### Plaza de Armas
Reproduce la planta pentagonal de la ciudadela. Aquí se formaba la tropa, se hacían los ejercicios de instrucción y tenían lugar los actos solemnes, además de ofrecer servicios y establecimientos para la tropa, como la taberna, panadería y carnicería. En las inmediaciones había dos pozos de agua potable. El suelo era de tierra batida, aunque en la restauración de 1968 se pavimentó. Desde 1969, en su centro se levanta la estatua de Felipe II, promotor de la ciudadela.

### Cuarteles
Inicialmente la plaza de armas estaba rodeada por edificios independientes, con el fin de facilitar el acceso de los soldados a los baluartes y murallas en caso de ataque y, además, para evitar la propagación de incendios. Posteriormente se unificaron para marcar el perímetro de la plaza y permitir transitar bajo sus soportales. 

### Polvorines
Se encuentran en el muro norte, están protegidos por la muralla y cubiertos por bóveda de cañón. La bóveda es de piedra porosa, que absorbe la humedad para, de esta manera, asegurar la adecuada conservación de la pólvora.

### Capilla
En el lado oriental de la plaza, desde 1679 se encuentra la capilla, dedicada a san Pedro, titular de la fortaleza. Sustituyó a la que comenzó a construirse en 1592 en las inmediaciones del baluarte de Santa Orosia. 
La actual es barroca, como manifiestan el frontón partido y las columnas salomónicas de la fachada, que preside la imagen de san Pedro. En el interior se conservan una pila bautismal románica, un retablo barroco con una pintura moderna, concretamente de 1985, y el sepulcro renacentista de Juan de Velasco, primer maestre de la ciudadela, fallecido en 1597 .

## Galería de imágenes

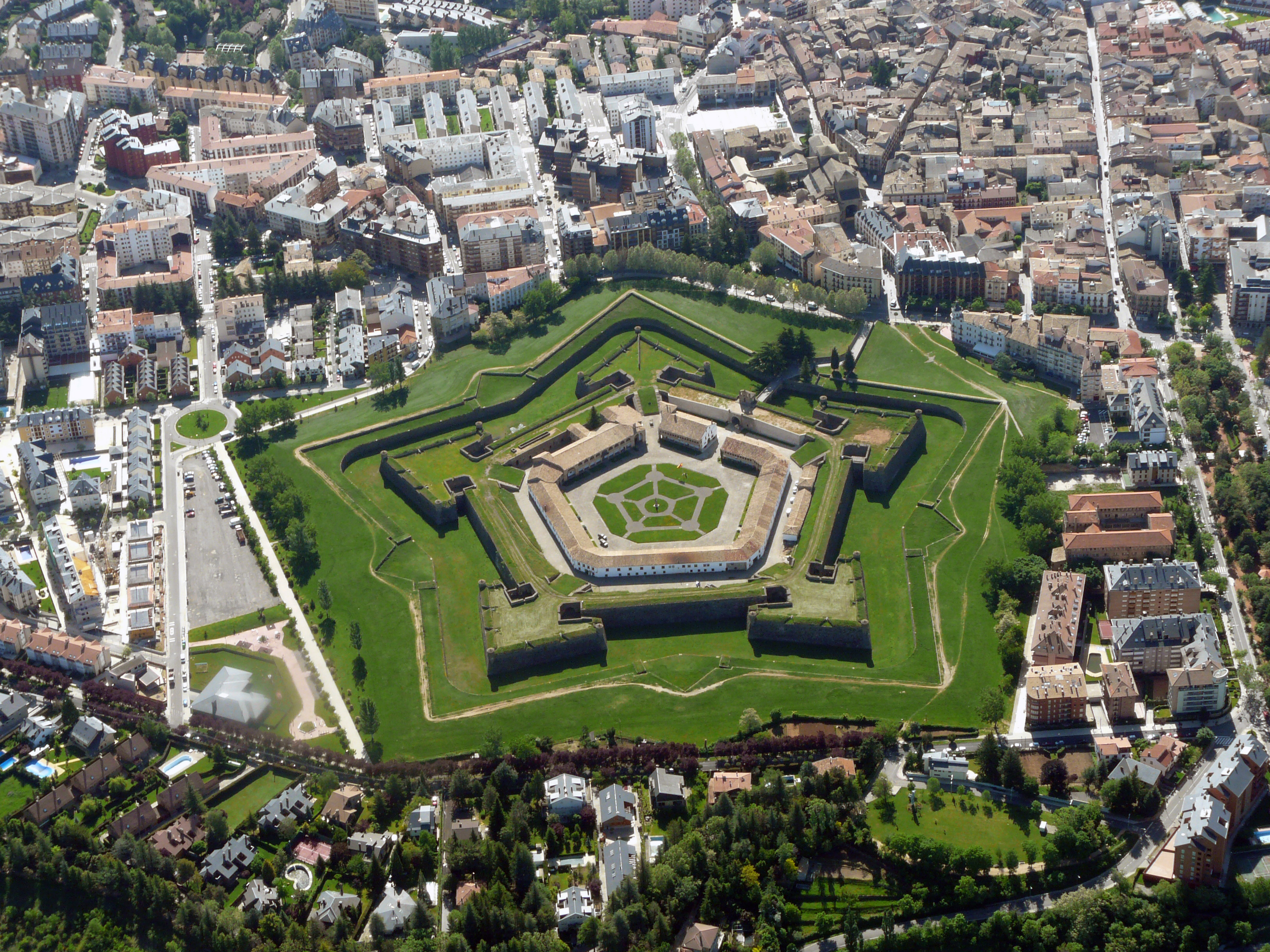
Vista aérea de la fortaleza
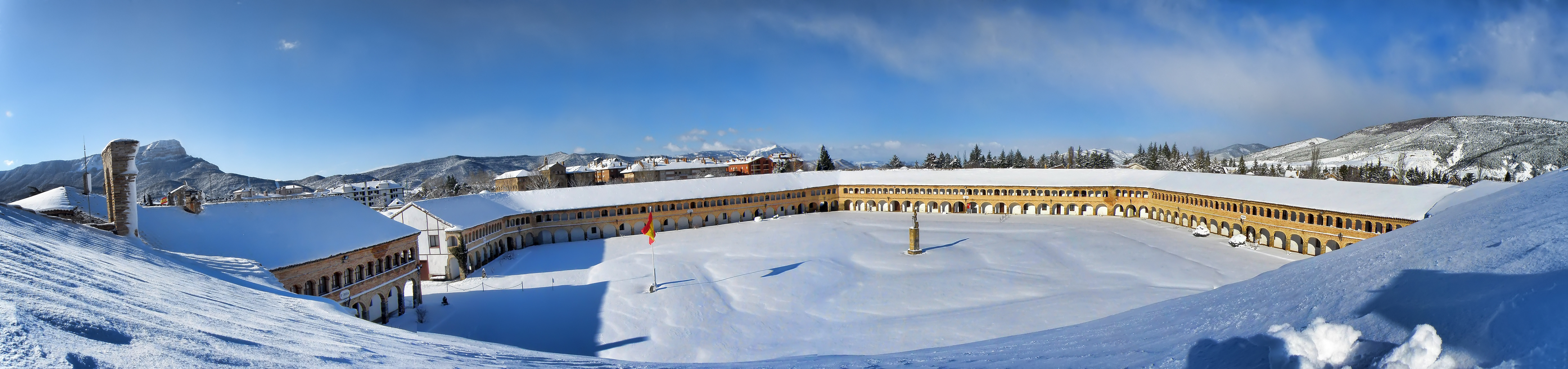
Patio de armas
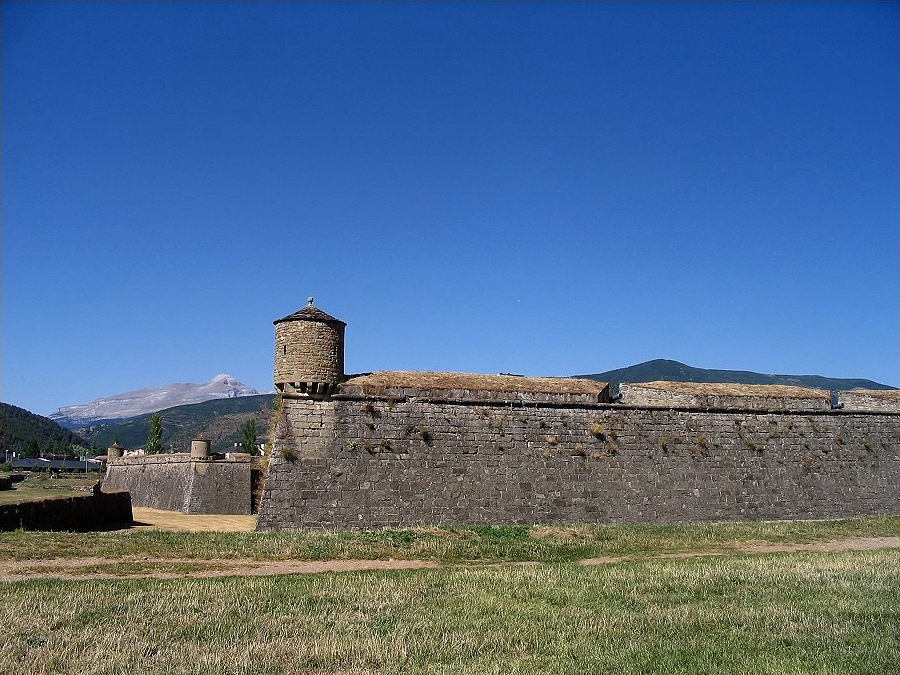
Exterior
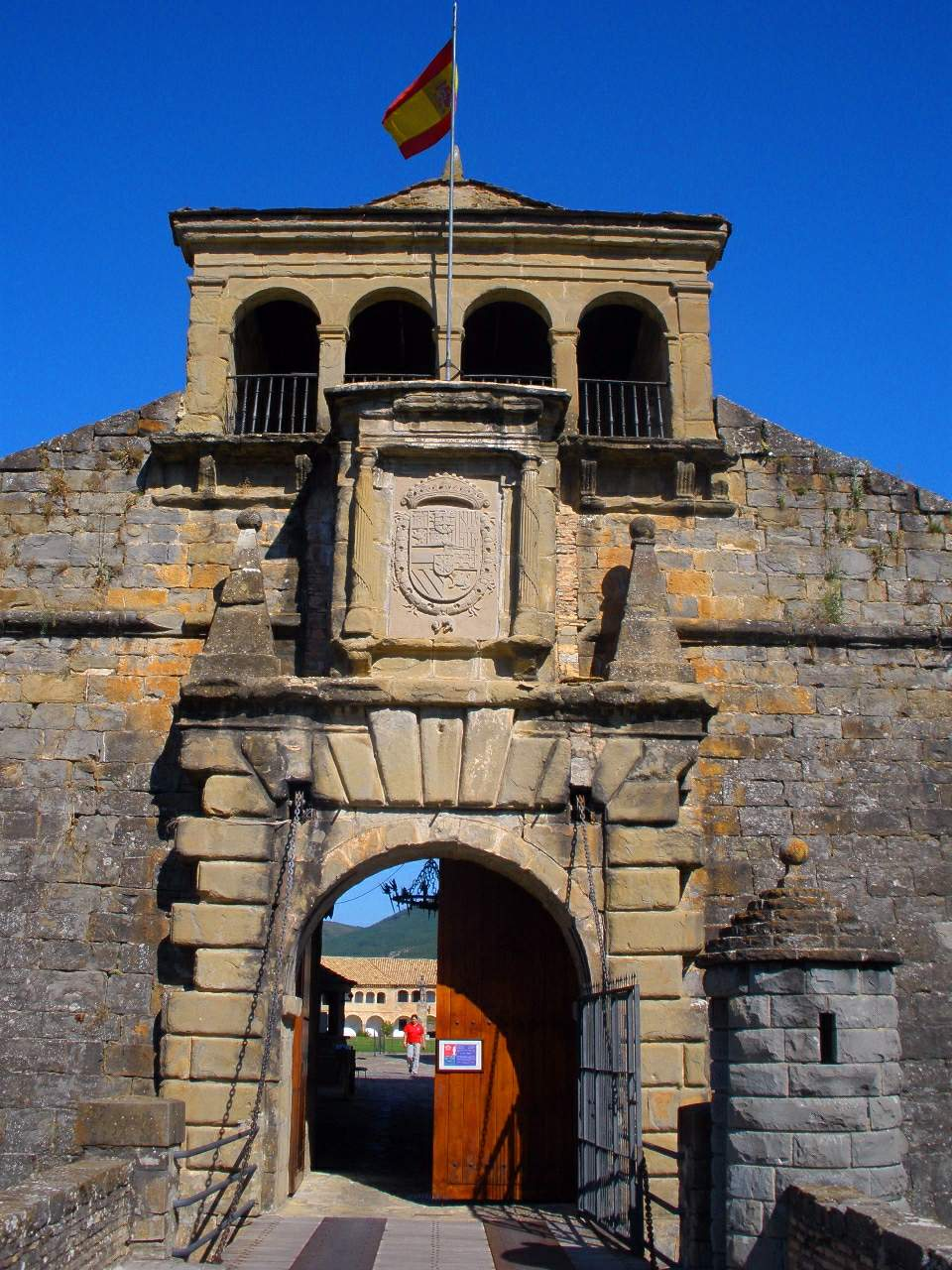
Puerta de entrada
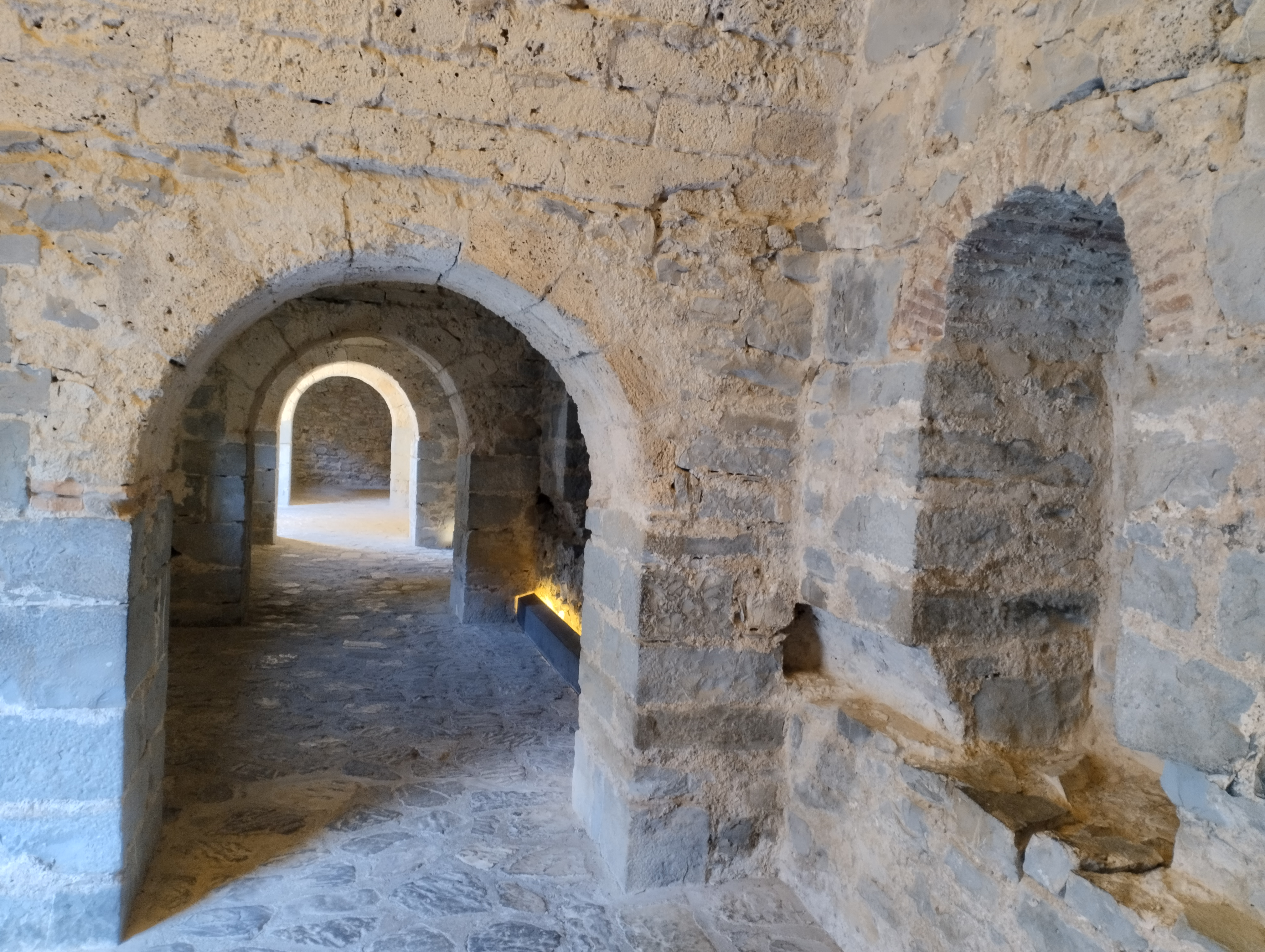
Polvorines
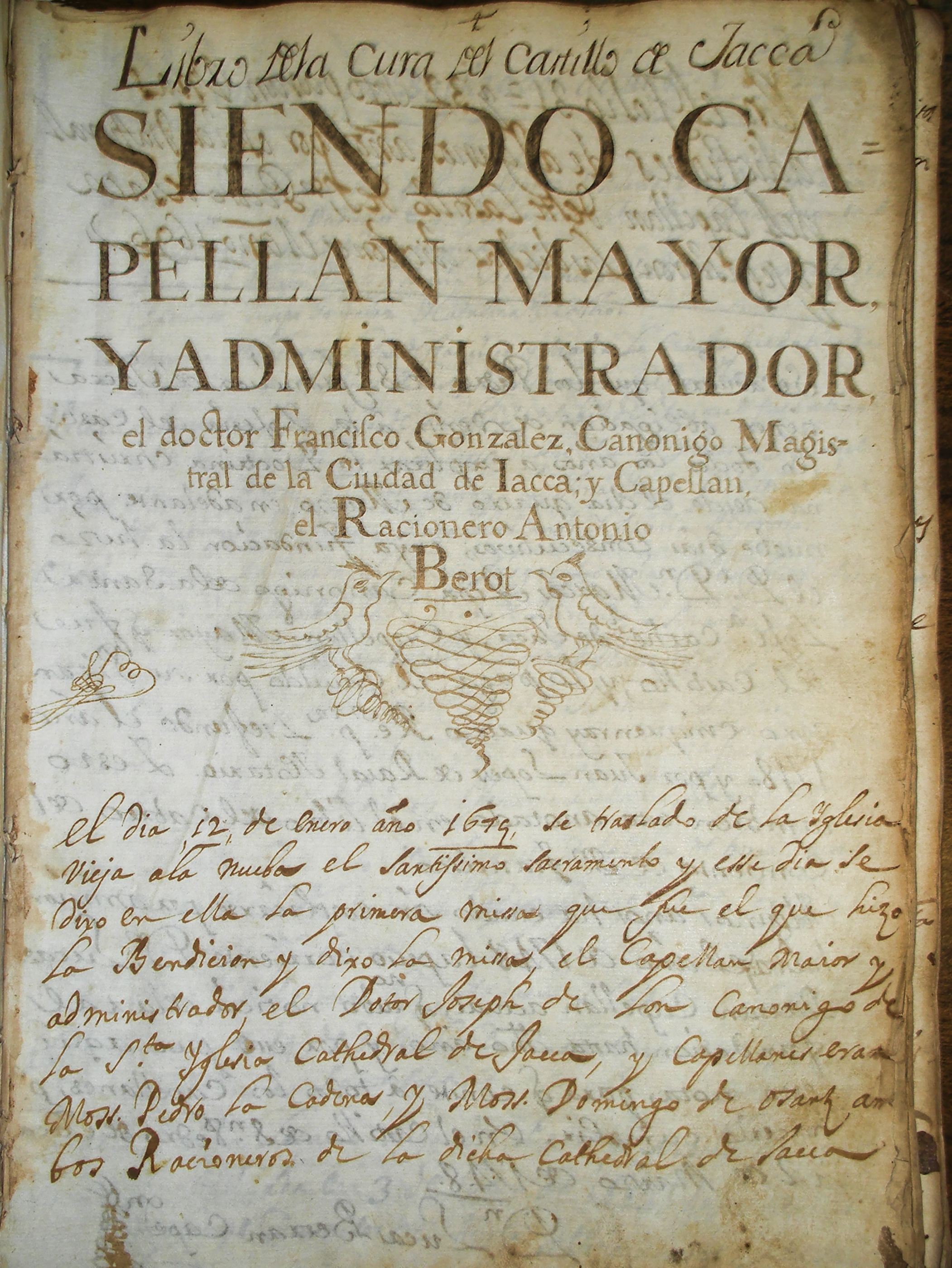
"Libro de la cura del castillo de Jaca" (1679)
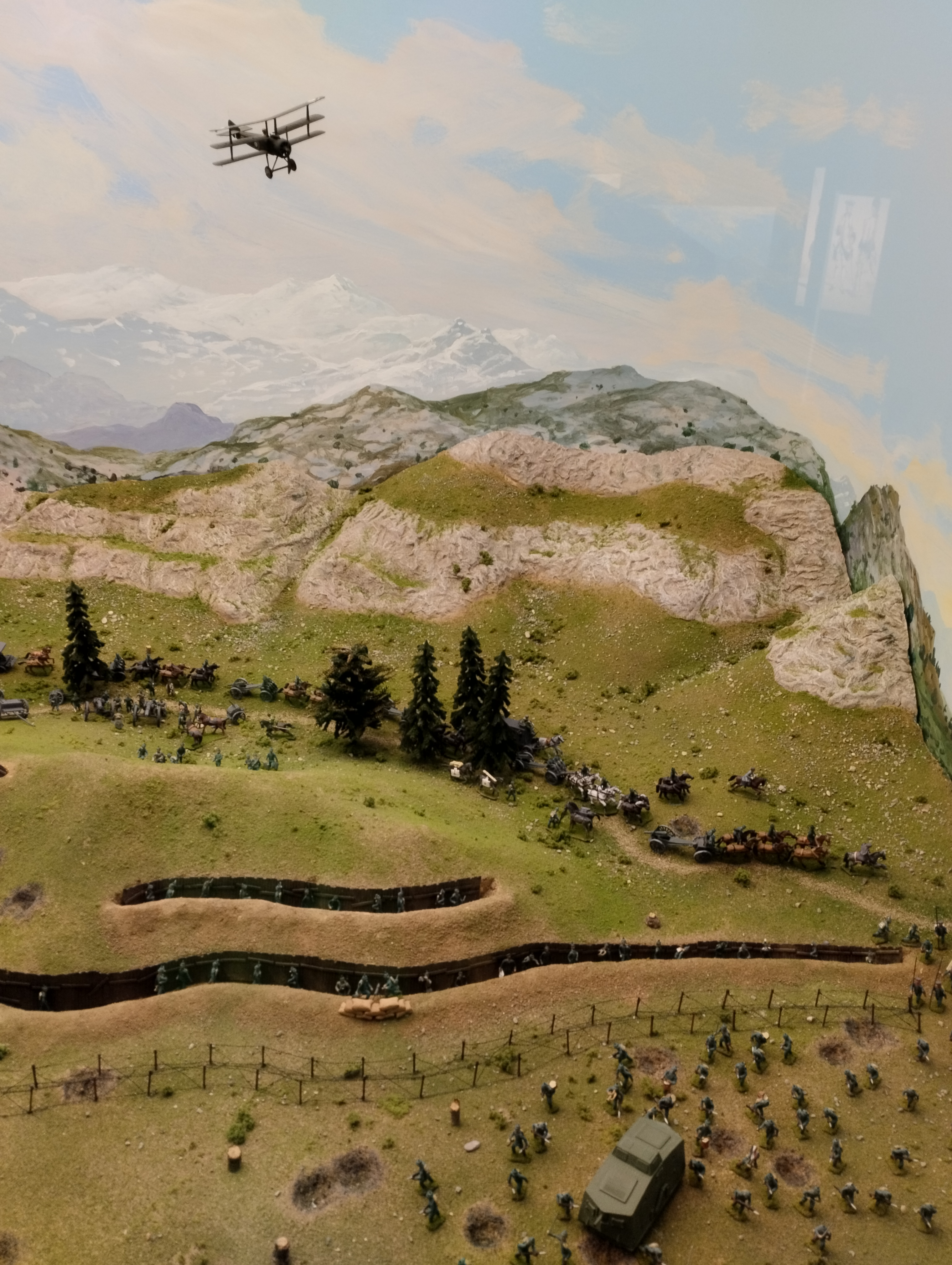
Museo de Miniaturas Militares. Diorama de la I Guerra Mundial

## Enlaces de interés
- Wikimedia Commons alberga una categoría multimedia sobre Ciudadela de Jaca.
- Museo de Miniaturas Militares de Jaca
- Ciudadela de Jaca en CastillosNet.
- Ficha en ARCA
- La ciudadela de Jaca
- El patrimonio cultural de Aragón

- Datos: Q206245
- Multimedia: Ciudadela de Jaca / Q206245